# Хмельницкий, Дмитрий Сергеевич
Дми́трий Серге́евич Хмельни́цкий (род. 26 сентября 1953, Москва) — советский и немецкий архитектор, историк сталинской архитектуры, публицист. В 2005—2007 годах — профессор Иркутского национального исследовательского технического университета.

## Биография
Родился в семье поэта, архитектора и археолога Сергея Хмельницкого (1925—2003).
 С 1970 года учился на факультете строительства Таджикского политехнического института.
В 1973 году переехал в Ленинград. В 1977 году окончил Институт им. Репина. В 1977—1979 служил в строительном батальоне Морской инженерной службы в Ленинграде. В 1979—1981 годах работал архитектором в Ленинграде, в Ленгипротрансе и Ленгипрогоре. Проектировал жилые дома для города Северодвинска. С его слов «разочаровался в советской архитектуре». В 1981 году впервые подал заявление на выезд из СССР.
В 1981—1983 работал кочегаром в газовой котельной института им. Герцена. В 1983—1987 проектировал и строил посёлки-базы старательной артели «Печора» в городах Березовский, Ухта, Инта. В 1987 году эмигрировал в Германию, где уже жил его отец.
В 1988—1998 работал архитектором в различных архитектурных бюро. В 2001—2005 — редактор отдела «История» в газете «Европа-Экспресс».
В 2003 году защитил диссертацию по истории архитектуры сталинской эпохи на соискание степени «доктора инженерных наук» (Doktor der Ingenieurwissenschaften (Dr. Ing.) в Берлинском техническом университете. Тема диссертации: «Сталинская архитектура. Идеология и стиль (1929—1960)» (нем. Architektur Stalins. Ideologie und Stil. 1929—1960).
Значительная часть публикаций посвящена Виктору Суворову. Выступает с критикой исламофобии в связи с проблемами мигрантов в Европе.
Занимается живописью и графикой.
Живёт в Берлине.

## Реализованные проекты
- Дома для Северодвинска.
- Проектирование и строительство баз старательской артели «Печора» в городах Инта, Ухта, Березовский (1983—87).
- Реализованы постройки в Германии и Франции.

## Публикации
Публиковался в многих журналах, среди них: «Континент» (Париж, Москва), «Двадцать два» (Тель Авив), «Знамя», «Мир» (Берлин). Печатался в газетах: «Литературная газета», «Московские новости», «Русская мысль» (Париж), «Европа-Центр» (Берлин).

### Монографии
- Под звонкий голос крови: Советская эмиграция и национальная идея. — Рига: Гамаюн, 1999.
- Под звонкий голос крови … Советская эмиграция и национальная идея. — [Изд. 2.] — М.: Огни, 2004. — 235 с. — ISBN 5-9548-0012-X
- Die Architektur Stalins. Bd. I: Studien zu Ideologie und Stil. — Stuttgart: ibidem-Verlag, 2007. — 475 S. = Soviet and Post-Soviet Politics and Society, 41/I. — ISBN 978-3-89821-515-2 (нем.)
- Die Architektur Stalins. Bd. II: Bilddokumentation. — Stuttgart: ibidem-Verlag, 2007. — 208 S., 345 Abb. = Soviet and Post-Soviet Politics and Society, 41/II. — ISBN 978-3-89821-515-2 (нем.)
- Архитектура Сталина. Психология и стиль. — М.: Прогресс-Традиция,2007. — 560 с. — 1000 экз. — ISBN 5-89626-271-1
- Зодчий Сталин. — М.: Новое литературное обозрение, 2007 (Серия: Очерки визуальности). — 312 с. — 1500 экз. — ISBN 5-86793-496-9
- В соавт. с: Меерович М. Г., Конышева Е. В. Кладбище соцгородов: градостроительная политика в СССР 1928—1932 гг. — М.: РОССПЭН, 2011 (Серия: История сталинизма). — 270 с. — 1500 экз. — ISBN 978-5-8243-1518-9
- В соавт. с: Милютина Е. Архитектор Николай Милютин: Николай Милютин в истории советской архитектуры / Мы наш, мы новый мир построим. — М.: Новое литературное обозрение, 2013 (Серия: Критика и эссеистика). — 504 с. — 1000 экз. — ISBN 978-5-4448-0049-2
- При участии: Фирсова А. Иван Жолтовский: Архитектор советского палладианства. — Берлин: DOM publishers, 2015. — 212 с. — 1500 экз. — ISBN 978-3-86922-284-4

### Научные статьи
- Хмельницкий Д. С., Меерович М. Г. Роль иностранных архитекторов в становлении советской индустриализации // Пространственная экономика. — Институт экономических исследований ДВО РАН, Дальневосточное отделение РАН, 2005. — № 4. — С. 131—149.
- Хмельницкий Д. С., Меерович М. Г. Конец утопии — конкурс на Дворец Советов в Москве // Проект Байкал. — 2005. — № 5. — С. 18—21.
- Хмельницкий Д. С., Меерович М. Г. Иностранные архитекторы в России (исторические зарисовки о роли зарубежных архитекторов в советской архитектуре) // Вестник Иркутского государственного технического университета. — 2005. — № 3-2 (23). — С. 54—61.
- Хмельницкий Д. С., Меерович М. Г. Американские и немецкие архитекторы в борьбе за советскую индустриализацию // Вестник Евразии. — 2006. — № 1. — С. 92—123.
- Хмельницкий Д. С., Меерович М. Г. Военно-промышленный комплекс и система поточного проектирования: государственная организация архитектурно-градостроительной деятельности в условиях индустриализации // Проект Россия. — 2006. — № 42. — С. 189—192.
- Хмельницкий Д. С. Рудольф Волтерс: немецкий архитектор в СССР 1930-х годов // Архитектурное наследство. — 2007. — № 47. — С. 323—329.
- Хмельницкий Д. С., Меерович М. Г. Иностранные архитекторы в России. Исторические зарисовки о роли зарубежных архитекторов в советской архитектуре // Вестник. Зодчий. 21 век. — 2007. — № 1 (23). — С. 52—57.
- Хмельницкий Д. С. Жилая архитектура Сибири эпохи первой пятилетки. Планы и реальность // Баландинские чтения. — 2014. — Т. 9, № 3. — С. 173—179.
- Хмельницкий Д. С. А. В. Щусев и конкурс на библиотеку им. В. И. Ленина // Проект Байкал. — 2019. — Т. 16, № 59. — С. 76—81.
- Хмельницкий Д. С. Здоровье барачного города // Проект Байкал. — 2019. — Т. 16, № 60. — С. 70—75.
- Хмельницкий Д. С. О концепции «суперстилей» С. О. Хан-Магомедова // Академический вестник УралНИИпроект РААСН. — 2021. — № 4 (51). — С. 67—71.
- Мойзер Ф., Хмельницкий Д. С. Три эпохи советской архитектуры в Центральной Азии // Вестник МИЦАИ. — 2021. — Т. 31, № 1. — С. 105—128.
- Khmelnitsky, Dmitry. The USSR through the Eyes of the Third Reich: Nazi-Age German Literature on the Soviet Union; Truth and Invention // Totalitarianism and Literary Discourse: 20th Century Experience  / edited by Irma Ratiani. — Cambridge: Cambridge Scholarship Publishing, 2012. — С. 103—114.

### Статьи
- «Соцгород» Николая Милютина в контексте советской истории (Заключит. ст.) // Милютин Н. А. Соцгород / Sozgorod: Проблема строительства социалистических городов. — Берлин: DOM Publishers, 2008. — ISBN 978-3-86922-642-2
- Непонятый гений. Книги Якова Чернихова глазами современников (Вст. ст.) // Работы Якова Чернихова из собрания Дмитрия Чернихова (Graphic Masterpieces of Yakov G. Chernikhov. The Collection of Dmitry Y. Chernikhov). — Berlin: DOM Publisher, 2009. — ISBN 978-3-938666-61-6
- От переводчика // Волтерс Р. Специалист в Сибири. — Изд. 2. — Новосибирск: Свиньин и сыновья, 2010. — 257 с. — ISBN 978-5-98502-093-9
- Глазами отщепенца // Лебедь. — Бостон, — 20.10.2002. — № 294.

### Сборники
- Великая Отечественная катастрофа-3 / Лопуховский Л., Мельтюхов М., Солонин М. и др. — М.: Яуза, Эксмо, 2008. — 480 с. — ISBN 978-5-699-25256-5
- Überfall auf Europa: Plante die Sowjetunion 1941 einen Angriffskrieg?: Neun russische Historiker belasten Stalin (Нападение на Европу: Готовил ли Советский Союз в 1941 г. агрессивную войну?: Девять русских историков обвиняют Сталина) // Гасанлы Д., Мельтюхов М., Наджафов Д., Солонин М. и др. — Selent: Pour le Mérite Verlag, 2009. — 320 с. — ISBN 978-3-932381-53-9 (нем.)
- Нацистская пропаганда против СССР. Материалы и комментарии. 1939—1945. — М.: Центрполиграф, 2010 (Серия: На линии фронта. Правда о войне). — 390 с. — ISBN 978-5-227-02396-4
- Первый удар Сталина 1941: Сборник / Виктор Суворов, Барятинский М., Исаев А. и др. — М.: Эксмо, Яуза, 2010. — 352 с. — ISBN 978-5-699-43818-1
- Die Rote Walze: Wie Stalin den Westen überrollen wollte: Zehn internationale Historiker belasten die Sowjetunion (Красный каток. Как Сталин хотел задавить Запад: Десять историков из разных стран обвиняют Советский Союз) / Виктор Суворов, Наджафов Д., Солонин М., Цурганов Ю., Магенхеймер Х.[нем.], Мильштейн У., Раак Р.[нем.], Титура Т., Уикс А.[нем.] / Сост. Д. С. Хмельницкий. — Selent: Pour le Mérite Verlag, 2011. — 286 с. — ISBN 978-3-932381-60-7 (нем.)

### Книги оВикторе Суворове
- Правда Виктора Суворова: Переписывая историю Второй Мировой: Сборник статей / Сост. Д. Хмельницкий. — М.: Яуза, 2006 (Серия: Великая Отечественная: Неизвестная война). — 352 с. — ISBN 5-87849-214-8
- Правда Виктора Суворова-2. Восстанавливая историю Второй мировой: Сборник статей / Сост. Д. Хмельницкий. — М.: Яуза-Пресс, 2007 (Серия: Великая Отечественная: Неизвестная война). — 320 с. — ISBN 978-5-903339-46-4
- Ледокол из «Аквариума». Беседы с Виктором Суворовым. — М.: Быстров, 2006 (Серия: Великая Отечественная: Неизвестная война). — 349 с. — ISBN 5-9764-0002-7
- Правда Виктора Суворова-3. Восстанавливая историю Второй мировой: Сборник статей / Сост. Д. С. Хмельницкий. — М.: Яуза-Пресс, 2007 (Серия: Великая Отечественная: Неизвестная война). — 320 с. — ISBN 978-5-903339-68-6
- Правда Виктора Суворова. Новые доказательства / Ред.-сост. Д. С. Хмельницкий. — М.: Яуза-Пресс, 2008 (Серия: Великая Отечественная: Неизвестная война). — 384 с. — 978-5-9955-0013-1
- Правда Виктора Суворова. Окончательное решение / Сост. Д. С. Хмельницкий. — М.: Яуза-Пресс, 2009 (Серия: Великая Отечественная: неизвестная война). — 480 с. — ISBN 978-5-9955-0034-6
- Новая правда Виктора Суворова. Продолжение супербестселлера: Антология / Сост. Д. С. Хмельницкий. — М.: Яуза-Пресс, 2009 (Серия: Великая Отечественная: неизвестная война). — 320 с. — ISBN 978-5-9955-0099-5
- Вся правда Виктора Суворова. Лучшие статьи ведущих историков / Сост. Д. С. Хмельницкий. — М.: Яуза-Пресс, 2009 (Серия: Виктор Суворов: За и против). — 800 с. — ISBN 978-5-9955-0076-6
- Виктор Суворов, Дмитрий Хмельницкий. Беседы с Виктором Суворовым. — М.: Яуза-Пресс, 2010 (Серия: Виктор Суворов: За и против). — 400 c. — ISBN 978-5-9955-0107-7
- Сверхновая правда Виктора Суворова / Сост. Д. С. Хмельницкий. — М.: Яуза-Пресс, 2011 (Серия: Правда Виктора Суворова). — 320 с. — ISBN 978-5-9955-0285-2
- Запретная правда Виктора Суворова / Сост. Д. С. Хмельницкий. — М.: Яуза-Пресс, 2011 (Серия: Великая Отечественная: неизвестная война). — 320 с. — ISBN 978-5-9955-0276-0
- Детектор правды Виктор Суворов / Сост. Д. С. Хмельницкий. — М.: Яуза-Пресс, 2011 (Серия: Великая Отечественная: неизвестная война). — 320 с. — ISBN 978-5-9955-0228-9
- Откровения Виктора Суворова / Сост. Д. С. Хмельницкий. 3-е изд., доп., испр. — М.: Яуза-Пресс, 2011 (Серия: Правда Виктора Суворова). — 416 с. — ISBN 978-5-9955-0282-1
- Виктор Суворов без цензуры. Против пещерного сталинизма / Сост. Д. С. Хмельницкий. — М.: Яуза-Пресс, 2011 (Серия: Правда Виктора Суворова). — 576 с. — ISBN 978-5-9955-0336-1
- Нокдаун 1941. Почему Сталин «проспал» удар?: Антология / Сост. Д. С. Хмельницкий. — М.: Яуза, 2011 (Серия: Правда Виктора Суворова). — 416 с. — ISBN 978-5-9955-0261-6

## Критика
В 2007 году были опубликованы две монографии Дмитрия Хмельницкого — «Зодчий Сталин» и «Архитектура Сталина: Психология и стиль». Искусствовед Григорий Ревзин высоко оценил работы, написав, что в списке литературы по сталинской архитектуре, они должны быть помещены сразу за классической «Культура Два» Владимира Паперного. К недостаткам монографий критик относил субъективизм взгляда Хмельницкого, для которого «ненависть к Сталину заслоняет от него здания». По мнению рецензента, любое произведение архитектуры сталинской эпохи выступало для автора не профессиональной работой архитектора, а «гнусным окрашиванием кокетливого палача».
Историк архитектуры Дмитрий Петров критически отнёсся к монографиям. К недостаткам работ он относил: идеологические и эмоциональные оценки автора, небрежность к фактическому материалу, нарушение человеческой и профессиональной этики (многочисленные неэтичные эпитеты при оценке личности и профессиональных работ архитекторов сталинской эпохи), безапелляционность оценок, ненаучность методологии (выводы автора в книгах критик посчитал не следствием проведённого анализа, а подгонкой под заранее заданную схему). Петров отметил, что Хмельницкий подробно и тщательно исследовал историю воздействия власти на архитектуру. «…в этом смысле работы Д. Хмельницкого являют собой блестящий пример, с одной стороны, глубокой и тщательно проделанной работы, а с другой – бескомпромиссно тенденциозного изложения», — писал критик.
Литературный критик Ольга Балла в рецензии на монографию «Зодчий Сталин» для журнала «Новый мир» писала, что книгу можно прочитать и как «историю конформизма», и как «историю складывания эстетической области». По мнению рецензента, работа затрагивала вопросы не только визуальности, но и истории межчеловеческих отношений, психологии политики и истории культурных механизмов.
Доктор архитектуры, профессор Делфтского технического университета Иван Невзгодин писал, что монографии «Зодчий Сталин» и «Архитектура Сталина: Психология и стиль» кажутся «фактологически беспомощными» на фоне более серьёзной работы американского исследователя Хьюго Д. Хадсона — младшего Blueprints and Blood: The Stalinization of Soviet Architecture (1994). Профессор отмечал, что подход Хмельницкого к сталинской архитектуре «комически» совпадал с репрезентацией данной темы в советском архитектуроведении 1930—1950-х годов, также пытавшимся преувеличить роль Сталина в архитектурном процессе, только автор монографий поменял «местами знаки: чёрное становится белым, плюс — минусом».
Исследователи сталинской архитектуры Марсель Искандаров и Андрей Михайлов относили работы Дмитрия Хмельницкого к «дискриминационным» трактовкам советской архитектуры 1930—1950-х годов, наряду с теориями Владимира Паперного и Марка Мееровича, основанными на социально-политическом контексте эпохи правления В. И. Сталина.
Исследователь сталинской культуры Евгений Добренко относил монографии «Зодчий Сталин» и «Архитектура Сталина: Психология и стиль» к наиболее ценным научным трудам по истории сталинской архитектуры. Историк архитектуры, главный редактор архитектурного журнала «Капитель» Ирина Бембель отмечала, что благодаря многочисленным трудам Дмитрия Хмельницкого в исследовательское поле архитектуроведения был включён политический контекст как важный формообразующий фактор. «По меткому выражению Г. Ревзина, исчезла многолетняя иллюзия, что „были только Щусев, Жолтовский и капители“», — писала Бембель.